# Watertoren (Oudenaarde Jozef Braetstraat)
De watertoren aan de Jozef Braetstraat in Oudenaarde werd in 1938 gebouwd.

## Beschrijving
Na twee eerdere watertorens aan het station van Oudenaarde werd de huidige opgericht in 1938. Het geheel bestaat uit een overkragende, niet-beklede betonnen Intze-kuip, met piramidale voet bestaande uit een betonnen skelet met een invulling van metselwerk. De toren verkreeg op 18 juli 1996 de status van beschermd erfgoed. Middendoor biedt een ijzeren ladder in een verticale schacht toegang tot het bovenvlak.

## Geschiedenis
Nadat in 1857 de spoorlijn Gent - Saint-Ghislain geopend werd diende al snel de behoefte aan een watertoren ter bevoorrading van de stoomlocomotieven zich aan. Een netwerk met twee ondergrondse reservoirs zou daarvoor zijn opgericht, alsmede een eerste watertoren waarvandaan een waterleiding naar de locomotievenstelplaats ten noordoosten van het stationsareaal liep. Van dit netwerk bestaan geen overblijfselen. Een latere watertoren bestond uit een achthoekige licht overkragende kuip, afgedicht door een laag dak. Op dezelfde plaats van die tweede toren werd de huidige toren gebouwd.
Aalst (Hertshage) ·
Aalst (Watertorenstraat) ·
Aalter ·
Assenede ·
Baasrode ·
Beveren-Waas ·
Brakel ·
Denderleeuw (Guido Gezellestraat) ·
Denderleeuw (Steenweg op Ninove) ·
Dendermonde (Leopold II laan) ·
Dendermonde (Broekstraat) ·
Dendermonde (Lomeersstraat) ·
Eeklo (Peperstraat) ·
Eeklo (Ringlaan) ·
Erpe (Bossestraat) ·
Gent (Alfons Braeckmanlaan) ·
Gent (John F. Kennedylaan, 1965) ·
Gent (John F. Kennedylaan, 1966) ·
Gent (John F. Kennedylaan, 1974) ·
Gent (Kattenberg, 1881) ·
Gent (Kattenberg, 1977) ·
Gent (Maïsstraat) ·
Gent (Nieuwevaart) ·
Gent (Scheeplosserstraat) ·
Gent (Klein Rusland) ·
Gent (Suikerkaai) ·
Gentbrugge (Gontrodestraat) ·
Watertoren (Gentbrugge J. de Saint-Genoisstraat) ·
Gentbrugge (Watertorenstraat) ·
Grembergen (Lomeersstraat) ·
Grembergen (Zeelsebaan) ·
Hamme ·
Heldergem ·
Heusden ·
Laarne ·
Lebbeke ·
Lokeren (Koning Boudewijnlaan) ·
Lokeren (Waterstraat) ·
(Maldegem (Lindestraat) ·
(Maldegem (Krommewege) ·
Meerdonk ·
Melle (Brusselsesteenweg) ·
Melle (Geraardsbergsesteenweg) ·
Melle (Zwaantjesstraat) ·
Merelbeke ·
Moerbeke ·
Nieuwkerken-Waas (Grote Baan) ·
Ninove ·
Oudenaarde (Jozef Braetsstraat) ·
Oudenaarde (Spoorweg) ·
Petegem-aan-de-Leie ·
Sint-Gillis ·
Sint-Jan-in-Eremo ·
Sint-Laureins ·
Sint-Lievens-Esse ·
Sint-Lievens-Houtem ·
Sint-Niklaas (Schoolstraat) ·
Sleidinge ·
Stekene ·
Temse (Smesstraat) ·
Temse (Schoenstraat) ·
Wachtebeke ·
Wetteren (Kapellestraat) ·
Wetteren (Massemsesteenweg) ·
Wondelgem (Wiedauwkaai) ·
Wondelgem (Wondelgemkaai) ·
Zelzate ·
Zwijnaarde (Ebergiste De Deynestraat) ·
Zwijnaarde (Klaartestraat)